# Solomon Okoronkwo
Solomon Okoronkwo est un footballeur né le 2 mars 1987 à Enugu, au Nigeria.
Il joue au poste d'attaquant au FC Erzgebirge Aue.

## Biographie
Okoronkwo a évolué au Hertha Berlin et au Rot-Weiss Essen en Allemagne puis au Saturn Ramenskoïe en Russie avant de rejoindre le Aalesunds FK en Norvège.

## Sélection
- Nigeria : 3 sélections
- Première sélection le 11 octobre 2008 : Nigeria - Sierra Leone (4-1)

Okoronkwo débute en équipe nationale dans le cadre d'un match comptant pour les qualifications pour la Coupe du monde 2010 contre la Sierra Leone, durant lequel il entre en cours de jeu.

## Palmarès

### En club
Aalesunds FK
- Vainqueur de la Coupe de Norvège (1) : 2011

### En sélection
- 2003 : membre de l'équipe du Nigéria des moins de 17 ans lors du championnat du monde.
- 2005 : Vainqueur de la Coupe d'Afrique des nations junior au Bénin et membre de l'équipe du Nigéria junior lors du Championnat du monde junior aux Pays-Bas.
- 2008 :  médaille d'argent aux JO de Pékin 2008.